# Baccalauréat (scolaire)
Pour les articles homonymes, voir Bac et Baccalauréat.
Le baccalauréat  — mot issu initialement de l'altération du bas latin bachalariatus, est un diplôme terminal de l’enseignement scolaire, marquant la fin des études secondaires, et donnant accès à l’enseignement supérieur.
Il désignait d'abord un rang de débutant dans la chevalerie, puis dans la hiérarchie religieuse et universitaire, et influencé par le calque du latin bacca laurea, baie de laurier.
Il correspondant à différents niveaux suivant les pays et selon le système d'enseignement.

## Afrique

### Algérie
La baccalauréat est un examen national en Algérie qui intervient à l'issue de trois années d'études au lycée. Il a été institué par les décrets 63-495 du 31 décembre 1963 (baccalauréat général), et 68-46 du 8 février 1968 (baccalauréat technique). C'est une épreuve centrale dans la scolarité des jeunes algériens qui permet d'accéder aux études supérieures. Il est source de stress pour les élèves et leurs parents,. Il suscite une intense couverture médiatique de la part de la presse algérienne qui scrute ses conditions d'organisation et son taux de réussite.
L'examen se déroule traditionnellement en juin, après la fin de l'année scolaire. Il s'étale sur quatre à cinq jours, à raison de deux ou trois matières à passer par jour, selon la filière du lycéen. Le baccalauréat représente annuellement un défi organisationnel pour les autorités algériennes, soucieuses de son bon déroulement et d'éviter les cas de triche ou de fraude. Après un retentissant scandale de fuite des sujets sur Facebook en 2016, les autorités algériennes ont pris pour habitude de couper l'accès internet dans tout le pays, sur tout ou partie de la journée, durant la période du déroulement des épreuves du baccalauréat. Afin de préserver la crédibilité de l'examen, le législateur algérien a renforcé l'arsenal juridique de lutte contre la tricherie aux examens. Désormais, le Code pénal algérien prévoit une peine allant jusqu'à 3 ans de prison en cas de tentative de fraude lors des examens du BEM (brevet) et du Bac, tel que l’échange d’informations par écrit ou oralement entre candidats. Les peines encourues vont jusqu'à 15 ans de prison en cas de fuite du sujet de l'examen, notamment sur les réseaux sociaux.
Les résultats sont affichés au niveau de chaque lycée. Cependant, les candidats ont la possibilité de consulter leur résultat via un site officiel dédié ou par sms.
L'orientation à l'université et dans classes préparatoires aux grandes écoles dépend de la moyenne obtenue au baccalauréat. A titre d'exemple, en 2023, la moyenne minimale d'accès aux études de médecine était de 16,52/20.
Reflétant la faiblesse des effectifs du secteur de l'enseignement privé en Algérie, les élèves scolarisés dans le privé ne représentent qu'une très faible part du total des candidats inscrits à l'examen. Ainsi, en 2015, il n'y avait que 3 718 candidats issus du privé sur les 450 375 candidats scolarisés soit moins de 1%. Ce chiffre baisse en 2023 à seulement 892 candidats issus des écoles privées sur les 520 976 candidats scolarisés.
En 2023, l'examen a concerné 790 515 candidats (dont 269 539 candidats libres). Le taux de réussite a atteint 50,63% avec une moyenne d'admission fixée à 10/20. Ce taux national varie selon les régions et les options. La filière Mathématiques arrive en tête avec un taux de 79,22%, suivie des Mathématiques-techniques (génie civil) avec un taux de 61,67%, des sciences expérimentales (60,85 %), des langues étrangères (53,40%), gestion-économie (34,39%), et la filière littérature et philosophie (33,50%).
Lors de la session du baccalauréat 2024, une nouvelle filière a vu le jour. Il s'agit du baccalauréat filière Arts avec quatre spécialités (musique, cinéma/audiovisuel, théâtre et arts plastiques).
| Année | Nombre de candidats | candidats scolarisés | candidats libres | Taux de réussite (%)                                           |
| ----- | ------------------- | -------------------- | ---------------- | -------------------------------------------------------------- |
| 1983  |                     |                      |                  | 19,99                                                          |
| 1987  |                     |                      |                  | 19,20                                                          |
| 1989  |                     |                      |                  | 18,47                                                          |
| 1992  |                     |                      |                  | 10,54                                                          |
| 1995  |                     |                      |                  | 18,63                                                          |
| 2002  |                     |                      |                  | 29,21                                                          |
| 2004  |                     |                      |                  | 38,30                                                          |
| 2005  | 569 586             | 405 475              | 164 111          | 37,29 (total 30,63 % scolarisés+libres)                        |
| 2006  |                     |                      |                  | 44,64 (scolarisés+libres)                                      |
| 2007  | 699 695             |                      | 263 000          | 43,69 (scolarisés+libres)                                      |
| 2010  | 498 166             | 351 405              | 146 761          | 61,23                                                          |
| 2011  |                     |                      |                  | 62,45                                                          |
| 2012  |                     |                      |                  | 58,84                                                          |
| 2013  |                     |                      |                  | 44,78                                                          |
| 2014  |                     |                      |                  | 45,01                                                          |
| 2015  | 657 026             | 450 374              | 206 652          | 51,36                                                          |
| 2016  | 818 518             | 549 593              | 268 925          | 49,79                                                          |
| 2017  | 761 701             | 491 298              | 270 403          | 56,07                                                          |
| 2018  | 709 448             |                      |                  | 55,88                                                          |
| 2019  | 674 831             | 411 431              | 263 400          | 54,56                                                          |
| 2020  | 637 538             | 413 870              | 223 668          | 55,30 (crise du Covid-19, moyenne d'admission abaissée à 9/20) |
| 2021  | 731 723             | 459 545              | 272 178          | 61,17 (moyenne d'admission à 9,5/20)                           |
| 2022  | 700 000             |                      | 276 000          | 58,75 (moyenne d'admission 9,5/20)                             |
| 2023  | 790 515             | 520 976              | 269 539          | 50,63                                                          |
| 2024  | 862 733             | 550 165              | 312 568          | 58,28                                                          |
| 2025  | 878 873             | 548 261              | 330 612          | 51,57                                                          |

### Cameroun
Le système scolaire camerounais est subdivisé en trois systèmes indépendants :

#### Système francophone
L'OBC (Office du Baccalauréat du Cameroun) est chargé de l'organisation et du suivi des examens du Baccalauréat et du Probatoire au Cameroun.
Le système scolaire camerounais oppose deux barrières aux élèves pour l'accès à l'enseignement supérieur : le probatoire et le baccalauréat. Le premier est un examen qui se fait en classe de première et permet l'accès à la classe de Terminale. Il n'a aucun lien avec le baccalauréat et correspond à un diplôme pour l'accès à la classe de Terminale. Le second est l'examen permettant l'accès à l'enseignement supérieur et marquant la fin du Secondaire. Il est souvent vu comme le premier diplôme de l'enseignement supérieur car signé de la main du ministre de l'enseignement supérieur Camerounais. Les mentions vont de la mention « passable » à la mention « excellent » (cette dernière mention est rarissime ; Il n'y a que deux élèves qui sont connus pour avoir obtenu cette mention).
L'organisation en multiples séries suit celle de la France (avant les dernières réformes des années 1990). Les différents séries sont :
1. Les séries A,B, ABI, C, D, E, TI, etc. (enseignement général) ;
2. Les séries F, AMEB, CMA/MVT, IH, ESF GT, etc. (enseignement technique).

#### Système anglophone
Le baccalauréat anglophone est appelé GCE Level (en).
| Année | Taux de réussite (%) |
| ----- | -------------------- |
| 2019  | 60,50                |
| 2020  | 47,22                |
| 2021  | 73,33                |

### Maroc
Le baccalauréat clôt le lycée et permet l'accès aux études supérieures et aux facultés.
Un examen régional, effectué une année à l'avance, teste les connaissances dans les matières secondaires. Les notes de l'année scolaire du baccalauréat et celles obtenues à l'examen antérieur sont comptées à 25 % chacun, ce qui laisse la moitié (50 %) de la note à l'examen final du baccalauréat, où les connaissances dans les matières principales sont testées.

### Sénégal
L’Office du baccalauréat est chargé, au sein de l’université Cheikh-Anta-Diop de Dakar, de la préparation et de l’organisation de l’examen du baccalauréat.
L'organisation en multiples séries suit celle de la France : séries A, B, etc. avant 1998 (1995 pour la France), séries S, L, etc. à partir de 1998. De même les mentions attribuées vont de « passable » à « très bien ».
En 2023, sur les 155 109 candidats ayant passé les épreuves du baccalauréat, 51,54 % ont obtenu leur diplôme. La répartition des candidats selon les différentes filières révèle une prédominance des séries littéraires (126 893 candidats en 2023 répartis entre les séries L’1, L1a, L1b, L2, LA, L-AR). Les séries Sciences et techniques ont concerné comptent 25 426 candidats, répartis entre les séries S1, S1A, S2, S2A, S3, S4, S5, F6, T1, T2, STIDD. Les séries du tertiaire (STEG) ont attiré 2 790 candidats. Enfin, 934 candidats ont opté pour la filière Franco-Arabe (LA, S1A, S2A). Toujours en 2023, 52,89% des candidats étaient issus de l’enseignement public et 16,49% étaient des candidats individuels. La proportion de filles parmi les candidats au baccalauréat sénégalais a atteint 57,1% lors de la session 2023.

### République du Congo
Organisées sur tout le territoire national, les épreuves du baccalauréat sanctionnent la fin des études secondaires. En 2023, sur 90 973 candidats ayant passé les épreuves du baccalauréat général, 40 479 ont été déclarés admis, soit un taux de réussite de 44,50%. En ce qui concerne le baccalauréat technique, 17 719 candidats dont 9 014 filles ont passé l'examen en 2023.
En 2015, un scandale de fuite des sujets du baccalauréat général sur internet a conduit le ministère congolais de l’Éducation et de l’Enseignement secondaire a annulé les épreuves, provoquant des réactions violentes à Brazzaville ainsi que dans d'autres villes du pays. Les promoteurs d'écoles privées sont parfois accusés d'organiser des réseaux de fraude afin d'exhiber de bons résultats.

### Tunisie
Le baccalauréat clôt les études au lycée et permet l'accès aux études supérieures.
Le baccalauréat en Tunisie est un concours qui permet l'accès aux études supérieures en se basant exclusivement sur le classement.
Lors de la session principale du baccalauréat 2023, 137 906 élèves (dont 61% de filles) étaient concernés par les épreuves. 82 % du total des candidats étaient inscrits dans les établissements publics, soit 112 573 élèves; contre 18 539 lycéens du secteur privé (13 %) et 6 794 candidatures libres (5 %). La session de 2023 enregistre 27 149 candidats issus de la section lettres, 48 260 de la section économie gestion, 17 249 de la section sciences techniques et 9 282 de la section sciences de l’informatique. Le taux global de réussite au baccalauréat 2023 a atteint les 36,38% et celui des élèves ajournés s'est élevé à 31,09%.

### République démocratique du Congo
Le baccalauréat en République démocratique du Congo est couramment connu sous la nomination de Exetat (Examen d’État). L'Exetat clôture l'école secondaire et permet l'accès aux études supérieures ou universitaires.

## Europe

### Espagne
En Espagne, le bachillerato sanctionne la fin des études secondaires. Pour entrer à l'université, il faut passer un examen appelé selectividad qui porte sur les matières étudiées pendant la dernière année du bachillerato.
Ensuite, l'entrée dans les facultés est libre mais, pour les plus demandées ou les plus prestigieuses, elle est conditionnée à la note moyenne du dossier des deux dernières années et de la selectividad. C'est ainsi que d'une année sur l'autre, les jeunes connaissent la nota de corte, pour tel ou tel cursus, c'est-à-dire la note minimum avec laquelle est entré le dernier admis l'année précédente.
Les universités publiques, pour certaines spécialités demandant des aptitudes particulières (beaux-arts, traduction et interprétariat, entre autres), et les universités privées organisent des épreuves complémentaires pour sélectionner leurs futurs étudiants.

### France
Le baccalauréat a été créé au Moyen Âge avec l'apparition de l'université de Paris. Il sanctionnait alors plusieurs années d'enseignement spécialisé en droit, médecine ou théologie. Il a été institué dans sa forme moderne par Napoléon Ier en 1808. L'usage plus que les textes en interdisait l'obtention aux filles. Julie-Victoire Daubié, une Vosgienne de Fontenoy-le-Château l'obtient à Lyon à l'âge de 37 ans en 1861. Depuis l'année 1924, les filles et les garçons passent le même examen (cf. histoire de l'éducation des filles en France).
Actuellement, le baccalauréat français (considéré comme un diplôme de niveau IV, c'est-à-dire ISCED/CITÉ 3) clôture trois années de lycée (seconde, première et terminale) au cours desquelles l'élève aura choisi une filière. Il est le diplôme donnant accès à l'enseignement supérieur, même s'il existe des alternatives : d'autres diplômes, généralement destinés aux adultes (comme le diplôme d'accès aux études universitaires, DAEU, ou la capacité en droit), donnent également ce droit, ou encore la validation des acquis. Puisque le baccalauréat est un grade universitaire, la scolarisation dans un lycée n'est pas une condition pour le passer, l'examen peut être passé en candidat libre et les cours sont disponibles par correspondance par l'intermédiaire du Centre national d'enseignement à distance (Cned)

### Royaume-Uni
L'équivalent du baccalauréat en Angleterre, au Pays de Galles, en Irlande du Nord et dans certains pays du Commonwealth est appelé General Certificate of Education (en) (GCE). Il comprend le GCE Ordinary Level et le GCE Advanced Level. En Écosse, c'est le Supérieur avancé (en), qui a remplacé le Certificate of Sixth Year Studies (en). Par ailleurs certaines écoles (132 en 2014) préparent le baccalauréat international de l’OBI.

### Suisse
En Suisse, le baccalauréat est un nom donné dans certains cantons à l'examen de maturité.